# Tagar (ebraismo)
Il Tagar (תָּגָר), che in ebraico significa "sfida", è la branca studentesca del Betar, movimento della gioventù sionista revisionista, assai prossimo al Likud.

Fu creato in Francia nel 1985.

## Antichi responsabili
- Jean-Paul Dray, fratello del deputato francese Julien Dray
- Arnaud Sayegh